# Boragh
Boragh är en iransk pansarbandvagn och tillhör den iranska armén. Den sägs vara en uppgraderad form av BMP-1. Den är lättare och snabbare, väger mindre, och den har starkare pansar.